# Xavi Paz i Penche
Xavier Paz i Penche (Molins de Rei, 26 de novembre de 1971) és un polític català, alcalde de Molins de Rei.

## Biografia
Fisioterapeuta de formació, Paz va estar molt vinculat a la seva juventut amb la pràctica del atletisme, on va formar part de la secció d'atletisme del Futbol Club Barcelona. A partir de 1993 va ser fisiterapeuta de la Federació Catalana d'Atletisme i els estius del 1997, 1998 i 1999 va exercir de fisioterapeuta de la Selecció Espanyola Júnior de waterpolo. L'any 2000 va ser fisioterapeuta del RCD Espanyol i a partir del 2001 i fins al 2008 de la secció d'hoquei patins del FC Barcelona.
L'any 2003 és escollit regidor de l'Ajuntament de Molins de Rei pel Partit dels Socialistes de Catalunya, esdevenint portaveu municipal del PSC a partir del 2006. L'any 2007 es presenta per primera vegada com a cap de llista de la candidatura del PSC a l'Ajuntament de Molins de Rei.
L'any 2011 esdevé alcalde de Molins de Rei fins a l'abril del 2013 fruit d'un pacte de govern amb Convergència i Unió, compartint l'alcaldia amb Joan Ramon Casals. El següent mandat, Paz torna a formar part del govern municipal amb pacte amb CiU, trencant-se aquest després del Referèndum d'independència de Catalunya del 2017, quan Paz i el PSC queden fora del govern municipal.
Després de les eleccions del 2019, Paz torna a esdevenir alcalde de Molins de Rei tot i no obtenir la majoria, pactant el govern municipal amb Junts per Molins des del 2020 fins a la fi del mandat. A les eleccions de 2023, torna a esdevenir la força més votada i és investit de nou alcalde fruit d'un acord de govern entre el PSC i Molins en Comú Podem.